# بارنوم (ویسکانسین)
بارنوم (به انگلیسی: Barnum) یک منطقهٔ مسکونی در ایالات متحده آمریکا است که در Haney واقع شده‌است. بارنوم ۲۱۴٫۸۹ متر بالاتر از سطح دریا واقع شده‌است.